# パンチングマシン
パンチングマシン (punching machine) とは、ゲームセンター等にある遊具（エレメカ）の一種で、ポリウレタンやスポンジ等の当て物が施された打撃対象面を殴る事で、パンチ力（殴りつけた際の速度や打撃力）を測定する体感型業務用ゲーム機の俗称。

## 概要
プレイヤーは代金を投入し、筐体に付属されているボクシング練習用グローブを装着する。その後ゲームの指示に従って、打撃対象物の的をめがけて思いきり殴ると、その強さがパンチ力として数字で表示される。各ゲームによって殴れる回数や演出等の細部は異なるが、今日存在するパンチングマシンと呼ばれるゲームの基本部分は、ほぼこの繰り返しとなる。なお打撃対象物のことは、パンチングパッド（略してパッド）と呼ばれている。

### 種類
パンチ力を測定できるパンチングマシンの筐体構造には、大きく分けて2種類のタイプが存在する。
起き上がり型
プレイヤーがコインを投入後、パッドが自動で起き上がる。パッドを殴ると、倒れることで所定の位置まで戻る仕組みである。このタイプでは、パッドの根本の軌道部分に、数か所にわたって光学のスピードセンサーを設置することで、その通過速度を計測し、スコアの測定を行っている。
天井吊るし型
打撃対象物であるパンチングボールが縦型筐体の上部に吊るされているタイプ。プレイヤーがスタートボタンを押すとパンチングボールが自動で下りてくる。パンチングボールを殴ると、筐体上部の受け止め板にぶつかり、元の位置へ戻る。このタイプでは受け止め板の中に計測装置が埋め込まれており、パンチングボールがぶつかった際の衝撃の強さを計測している。近年のゲームでは、パンチングボールを角度調節の可能なアームで固定したものもあり、アームの根本の軌道部分にスピードセンサーを設置し、通過速度を計測するものも存在する。

## 歴史
パンチングマシンは、遊戯機器の中では古くから見られる装置で、18世紀末のイギリスには既にこれに近い遊戯装置があり、19世紀初頭にアメリカのペニーアーケードで普及し、その後世界各地へ広がるとともに、1930年頃までに日本にも持ち込まれている。

### 誕生以前
近い装置として、挑戦者は所定の代金を支払って、ハンマーで打撃部分を殴りつけると、レールに取り付けられた錘が梃子によって跳ね上げられ、規定以上の打撃力が与えられた場合は、レール先端に取り付けられたベルが鳴るという物で、規定に満たない場合でも錘の上がった高さを測定、この高さに応じて景品が与えられるという遊具（測定と景品の提供は、装置の管理者が行った）で、力自慢の若者が自分の力を誇示したりするのに利用されていた。

### 誕生期
打撃力がハンマーと錘ではなく、強力なスプリングや圧力計などで拳の威力を記録する様式になり、更にそれが自動化されて、今日のゲームセンターに設置されたパンチングマシンへと変化していった。今日の物では、景品の交換があるのは稀であるが、コンピュータが内蔵され、打撃力を精密に測定したり、何回か殴って平均値を出したり、その日の最高パンチ力を表示する・殴った威力に対応して、表示画面で様々な効果映像が流されるなどの工夫が凝らされている。現在有る物では、画面に表示された悪漢の映像が歪んだり、建物や小惑星が砕け飛んだりと、非日常的な効果映像が用意されている物もある。
またその一方で、打撃のテクニックを競う遊戯装置として進化したものもあり、こちらは打撃力よりも、出てきたミットを素早く殴り付ける事で得点を稼ぐという物で、モグラ叩きに近い物である。なお打撃のテクニックを競うものは、パンチングマシンには含まれず、パンチングゲームと呼ばれている。

### 成熟期
日本では8０年代から90年代にかけて多くのパンチングマシンが登場したが、1995年に製造物責任法が施工されると、以後新作が途絶えていった。しかし2000年以降は安全性を重視していくつか新作が出されたものの、近年ではゲームセンターの店舗数減少等もあり、10年間新作が出ないといった期間も存在している。

### 名称の由来
パンチングマシンの呼称は、工作機器や事務用品でも使われるため、アーケードゲームとして古くから一般的に使われてはいなかった。かつては「パンチバッグ」「パンチマシン」「パンチングゲーム」「パンチ力測定ゲーム」など、呼称が一定的ではなかったが、近年では「パンチングマシン」「パンチングマシーン」が、パンチ力を測定するゲームの一般的な通称となっている。なおマスコミなどではパンチングマシーンという呼称で使われることが多いが、製造元のメーカーでは現在でも呼称が定まっていない。

## パンチ力
パンチングマシンの的を殴った際に表示されるスコアは、各ゲームに設定されたそれぞれの方法で瞬時に算出される。このとき表示されるスコアをパンチ力という。

### 互換性
パンチングマシンによって計測されたパンチ力は、ゲームによってその算出方法や基準値、平均値、測定可能な上限値が異なっている。各ゲーム間でのスコアには互換性はなく、読み替えにも対応していないため、異なる機種間で計測されたパンチ力同士は比較ができない。また同一機種同士でも、設置店舗によって設置環境や通算稼働数、劣化具合等から、スコアの出やすさに差が発生するため、異なるプレイヤー間でパンチ力の比較を行う場合は、同一店舗の同一台でプレイしないと正確に比較をすることが難しくなっている。

### 単位
ゲームによって表示されたパンチ力の末尾に単位がついている。この単位はゲームごとに異なっており、重量が連想できる「kg」「kgw」「kgf」「mt」「t」「PTS」などがある。ただしこれらの単位は実際のパンチのエネルギー量を示す物理学的な質量の指標ではなく、ゲーム内限定の架空のものであり、力学的に算出された運動量とは無縁の、ゲームを盛り上げる演出的な要素として盛り込まれている。ひずみゲージ等を活用した衝撃測定の計測器とは異なり、アーケードゲームのパンチングマシンを使って、正確なパンチの重さや質量を測ることは出来ないが、体格差や格闘技経験の有無等がある程度比例してパンチ力に反映されるように、ゲーム独自の測定式や係数が設定されている。

### 評価
パンチングマシンではプレイヤーの出したパンチ力を、プレイ中または終了後にゲーム独自の基準によって強弱の評価が行われる。多くのゲームが５段階から10段階に区切ってコメント判定またはランク判定が行われる。なおランク判定のないゲームでは、パンチ力をステージクリアノルマ数と連動させ、ゲーム開始時に難易度別ステージ選択ができるようにすることで、ステージクリアの合否がゲーム中におけるだいたいのパンチ力の強弱判定とすることができる。このほか、プレイヤーのパンチ力の上位数名を記録し、ランキングとして当日、月間、歴代順位を表示するものも存在する。

### プロの数値
パンチングマシンを格闘技のプロがプレイした場合、一般人よりも高い数値が出る傾向にあるが、本気でプレイしてしまうとマシンが壊れてしまう。プロボクサーの内山高志は、実際にパンチングマシンを破壊してしまったことがあるほか、各ゲームセンターでは700kgを超えるスコアを連発していたが、パンチングマシンで高得点を出すにはコツがあることを語っている。

## 安全対策
パンチングマシンは他の体を使う体感型アーケードゲームに比べ、体ごと筐体に接触するという特性があるため、ルールを守らないとプレイヤーが怪我をする危険性が高くなる。さらにプレイヤーの本能的な闘争心や向上心を刺激する特性があるため、熱中してしまうと思わず気付かないうちにルールから逸脱した方法を思いつきがちとなってしまう。これらのことからプレイヤーのルール違反防止対策として、筐体に正しいルールでのプレイを促す注意書きや、モニター上での映像やアナウンスによる音声での注意喚起等でプレイヤーに注意を呼びかけている。しかしそれでもルールを守らずにプレイし、捻挫や打撲、骨折等をするプレイヤーが後を絶たず、ゲームの安全性が問題視されてきた。なおパンチングマシンが一時期、新作を出さずに姿を消していたのは、こうした安全性に関する問題が解消されていなかったからであった。

### 禁止事項
パンチングマシンでは怪我なく安全にプレイをする観点から、以下の行為は禁止されている。
- 筐体付属のグローブを着用しない状態でのプレイ

素手、軍手、自分で持ってきたマイグローブの使用等
- ストレートパンチ以外で殴る

ラリアート、掌底、エルボー、フック、アッパー、張り手など
- パンチ以外の行為

蹴り、タックル、頭突きなど
- 武器を使用したプレイ

バットで殴る、グローブに錘を仕掛ける
- その場で殴らずマシンから離れ、走りながら殴る

助走行為
- パッドが起き上がる前に殴る、パッドに異物を挟む
- 酒気帯び状態でのプレイ
- 怪我が完治していない状態でのプレイ
- サンダルやハイヒール、裸足でのプレイ
- パッド以外の箇所を殴る

過去の事例では、アメリカで酒に酔ったプレイヤーが、マシンを破壊し逮捕されるという事件が発生している。

### グローブの着用
80年代までのパンチングマシンでは、筐体にグローブがついておらず、プレイヤーは素手で殴っていた。しかし手首の怪我防止の観点から、90年台以降に出たパンチングマシンからはボクシングの練習用グローブが付属され、プレイヤーは必ず装着してプレイすることが義務づけられた。タイトー製品では長らくウイニング製のグローブを使用してきたが、現在では安全面の強化から手首が固定されるタイプのものへと変更されている。
なおグローブは筐体に紐で固定されているが、紐を切って盗むといった盗難事故が起きており、設置店では監視カメラの設置、紐を鎖に変える、カウンターで貸し出し制にするといった対策を講じている。近年では筐体にカメラを設置したことから、少なからず防犯面での抑止力となっている。

### 打撃対象物の改良
パンチングマシンの打撃対象物はパッドやパンチングボール、サンドバッグ、人形などがある。かつてはプレイヤーの打撃に耐えるため、鉄のアームに板を張り付け、スポンジ等の詰め物で囲い、衝撃を吸収する頑丈な設計であったが、近年では怪我防止の観点から、パッドの芯をウレタン樹脂とすることで大幅に軽量化し、手首への反動が少ないものが主流となっている。

### 点検強化
パンチングマシンは、筐体とその付属パーツが強い衝撃を受けるため、それらの磨耗が激しくなっている。特にグローブやパッド、筐体を衝撃から守っているスポンジ状のショック吸収型プロテクターなどは、不完全な状態であるとプレイヤーの怪我にむすびつくことから、定期的な点検とメンテナンスを促している。

#### タイトー製品
2007年9月に中古筐体で事故が発生したことを受け、発売から10年以上経過したパンチングマシンに関しては、予備部品の生産終了に伴い、メンテナンスサービスを終了し、以後破損した場合は稼動を取りやめるよう促している他、一方で近年発売されたゲームでは、部品の交換を定期的にアナウンスしてくれる機能を搭載している。

#### ナムコ・セガ・アトラス製品
バンダイナムコエンターテインメント（後のバンダイナムコアミューズメント）は2017年10月に、パンチングマシンのメンテナンスサービスを終了した他、セガも、権利を譲受したアトラス製品も含め、パンチングマシンのメンテナンスサービスをすでに終了している。このため故障や破損した場合は、稼働を取りやめるしか方法がない。

## 作品一覧
この項ではパンチングマシンに分類できる、アーケードゲーム作品について、発売年代順で紹介する。ゲームによってスコアの測定可能範囲や評価判定などが異なっている。なおタイトーのストーリーに沿って進むゲームでは、ステージクリアに必要なノルマの数値は店舗の設定により異なっている。
ノックダウン（ナムコ）1981年
初代パンチングマシン。的を殴るとその威力が算出されるシンプルなゲーム。プレイヤーは2回殴ることができる。プレイ終了時には、プレイヤーの記録の強弱に応じて5種類のメッセージの中から1つが表示される。
| ランク | 逃げるが勝ち | 明日があるさ | やったぜ! 人並! | よっ! 町の実力者! | 世界チャンピオン |
| ------ | ------------ | ------------ | --------------- | ----------------- | ---------------- |
| スコア | 69kg以下     | 70-79kg      | 80-95kg         | 96-109kg          | 110kg以上        |
ノックアウトパンチ（セガ）1981年
パンチングマシンとしては初めて、テレビモニターを採用。プレイヤーはフライ級からヘビー級までの7階級から選択して3回殴ることができる。ゴングが鳴った時点で画面のボクサーがノーガードを狙ってパンチングボールを殴り、モニターにはパンチ力が表示され、相手がKOすれば上位の階級に挑戦することができる。グローブはついていなかった。
ソニックブラストマン（タイトー）1990年
各ラウンド毎に示される「3回殴って○○を止めろ」との条件に従い、様々なものを殴って止めるヒーローを演じるゲーム。最初に止めるのは街の悪漢だが、ラウンドが進むに従い、暴走トレーラー・ビル・巨大蟹の怪獣、挙句の果てには隕石といったとんでもない物を殴ることになる。所定の合計パンチ力が出ないと、哀れヒーローは止めきれずに返り討ちにされてしまう。例として、先述の隕石の破壊に失敗すると「人類は滅亡した」というバッドエンド的なオチになる。
ノックダウン90（ナムコ）1991年
ノックダウンの改良版。前作では力の強い人が殴るとパッドの消耗が激しく、詰め物がボロボロになってしまい、次第にショックを吸収できなくなることから、故障が頻発するという事態が起きていた。本作ではパッドの改修ならびにグローブを設置することで手の保護が出来るようになり、安全面が強化された。
| ランク | ごくろう様でした | もう一回チャレンジ! | メンツは保った | 強い! これはてごわい | 地上最強の男! |
| ------ | ---------------- | ------------------- | -------------- | -------------------- | ------------- |
| スコア | 69kg以下         | 70-79kg             | 80-95kg        | 96-109kg             | 110kg以上     |
キャプテンゾディアック（タイトー）1993年
筐体の一部に骸骨が取り付けられ、喋ることから通称「骸骨」と呼ばれている。なお店舗によるメンテナンスの状況によっては、骸骨が音声に合わせて動かなくなったり、骸骨自体が撤去されてしまった店舗も存在する。プレイヤーは4つのレベルのうち1つを選択し、ゲームを進める。レベルによってクリアノルマが異なる。
| レベル   | EASY   | NORMAL  | HARD    | SUPER HEAVY |
| -------- | ------ | ------- | ------- | ----------- |
| ノルマ   | 200    | 300     | 400     | 500         |
| 単発平均 | 67以上 | 100以上 | 136以上 | 167以上     |
リアルパンチャー（タイトー）1994年
前作『ソニックブラストマン』の続編。正式名称は『リアルパンチャー』だが、ソニックブラストマンが登場する2作目であることから、ブラスト2と呼ばれている。前作との変更点としてデジタルカメラが内蔵され、自分の顔を撮影し殴れるようになったが、ゲームセンターなどで弱い立場にあるいじめられっ子が本人の意向に関わらず顔写真を利用され、ゲーム上でボコボコにされるという遊び方が見られ、一部の教育委員会から「教育上好ましくない」と苦言が呈された。
デンジャラスバー（ナムコ）1995年
太った悪漢人形の腹にパンチを打ち込む、風変わりなマシン。プレイヤーのパンチ力に応じて、人形の発する音声が変化する。スコアは本日1位と歴代1位が記録されている。なお130kg以上のハイスコアを出すと、効果音が変化し、看板が傾く。
| ランク | 負け犬…  | 一般人? | ハードパンチャー | ダウンタウンヒーロー | ストリートファイトチャンプ |
| ------ | -------- | ------- | ---------------- | -------------------- | -------------------------- |
| スコア | 39kg以下 | 40-69kg | 70-99kg          | 100-129kg            | 130kg以上                  |
ストロングパンチャー（アイモ）1999年
パンチングボールを自分で下ろし、それを殴るとアナログ盤の中の針が回転し威力が表示される。
| ランク | フライ | バンタム | フェザー | ライト  | ウェルター | ミドル  | ヘビー  |
| ------ | ------ | -------- | -------- | ------- | ---------- | ------- | ------- |
| スコア | 0-120  | 120-210  | 210-290  | 290-370 | 370-440    | 440-500 | 500-600 |
ノックダウン2001（ナムコ）2001年
レーンに吊るされたサンドバッグを殴るタイプ。このゲームでは、「女性」「軽量級」「無差別級」の3つのコースの中から選択し、ゲームを開始する。2発殴った後、プレイヤーのパンチ力が表示され、スコアの高い方がパンチ力ランキングに順位付けされ、その強弱に応じてプレイヤーがランク付けされる。なおパンチ力ランキングは、上位100名が記録され、歴代1位になると「グランドチャンピオン」となる。
ハードパンチャー はじめの一歩（タイトー）2001年
漫画『はじめの一歩』の名場面をストーリーに取り入れたゲーム。4人対戦モードや助走防止センサー、歴代ランキングなど新たなシステムが加わった。これまでのパンチングマシンの計測可能上限スコアが300から400であったのに対し、本作では999まで計測が可能となった。このゲームはパンチングマシンの中でも、台ごとに算出されるパンチ力のスコアに最もバラつきがあるゲームでもある。2002年には続編『ハードパンチャーはじめの一歩2王者への挑戦』を販売し、選択できる対戦キャラクターを一新している。
パンチングトライ（アトラス）2007年
アトラスのトライシリーズのパンチ力測定ゲーム。パッドを殴るとスコアが表示されるシンプルなゲーム。対戦モードなどもある。スコアは針による表記とデジタル表記の2つで表示される。当日記録のベスト3のみ記録されている。
| ランク | フライ | バンタム | フェザー | ライト  | ウェルター | ミドル  | ヘビー  |
| ------ | ------ | -------- | -------- | ------- | ---------- | ------- | ------- |
| スコア | 0-120  | 120-210  | 210-290  | 290-370 | 370-440    | 440-500 | 500-600 |
ザ・ボクシング (RS) 2008年
ボタンを押すと、筐体上部に吊るされたパッドが下りてくるので、それを殴るシンプルなゲーム。プレイヤーは4つの階級から1つを選択してゲームを始める。スコア上限は999で、選んだ階級によってスコアの出やすさが異なっており、算出したスコアに応じてプレイヤーのランクが表示される。
ソニックブラストヒーローズ（タイトー）2011年
タイトーとしては10年ぶりの新作ゲーム。1991年に販売された『ソニックブラストマン』の名場面をグラフィックを大幅に向上させることで再現した。不正防止カメラを筐体に取り付けることで危険行為防止を強化し、更なる安全性を向上させたゲーム。本作ではパンチのハイスコアを計測した場合、日付、月間順位、歴代順位、月間平均値などが記録され、プレー終了後に棒グラフで表示されることにより、自分のパンチ力がどの程度の位置にあるのかが客観的に分かるようになった。
BreakingDown ハードパンチャー ARCADE（GENDA GiGO Entertainment）2024年
BreakingDown監修のパンチングゲーム。筐体は上記の「ソニックブラストヒーローズ」の筐体を改良したものが使われている。パンチ力測定モードのほか、タイミングと威力を加味したVSファイターモードがあり、BreakingDownの人気選手が月替わりで登場する。

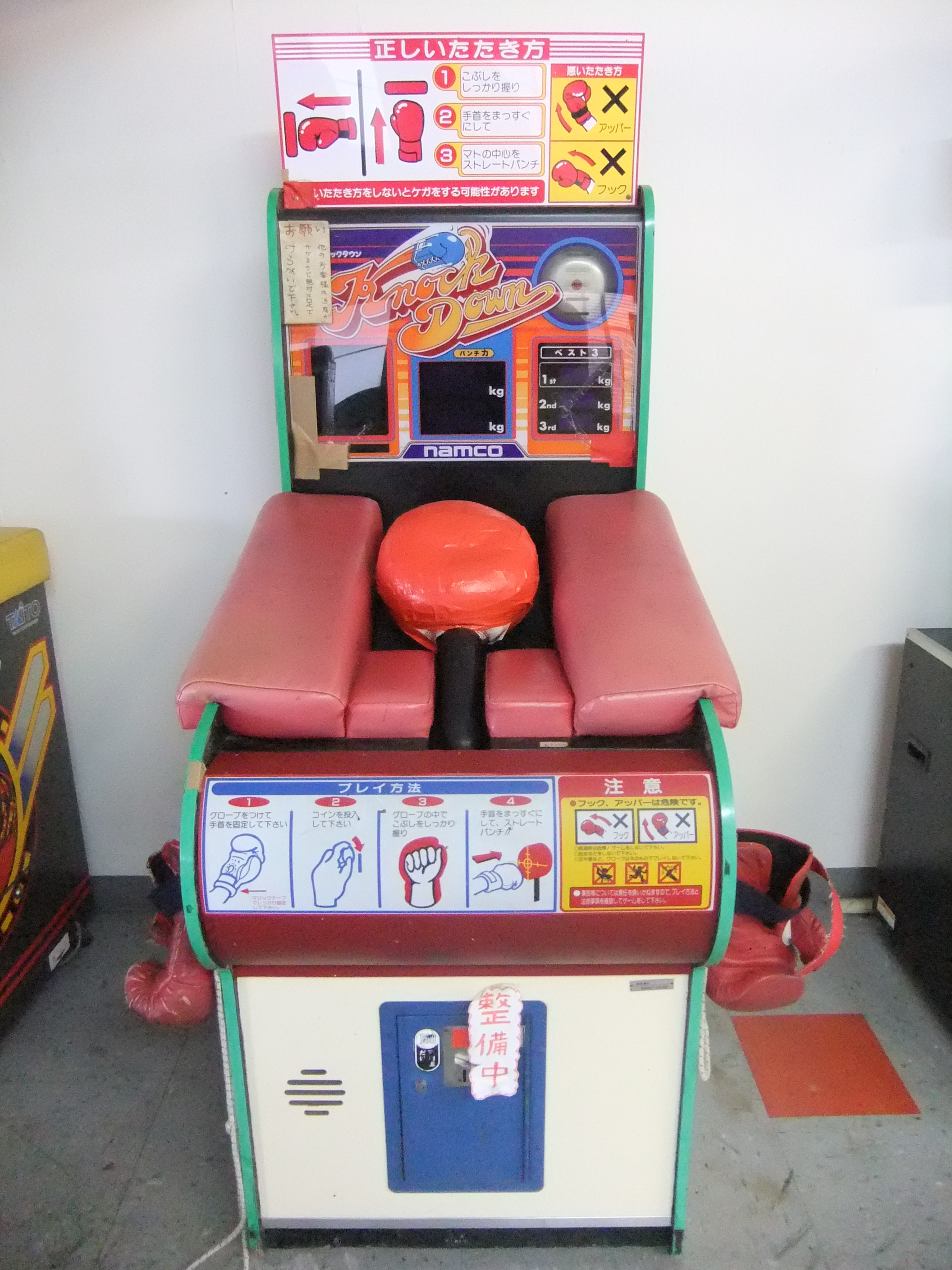
ノックダウン筺体
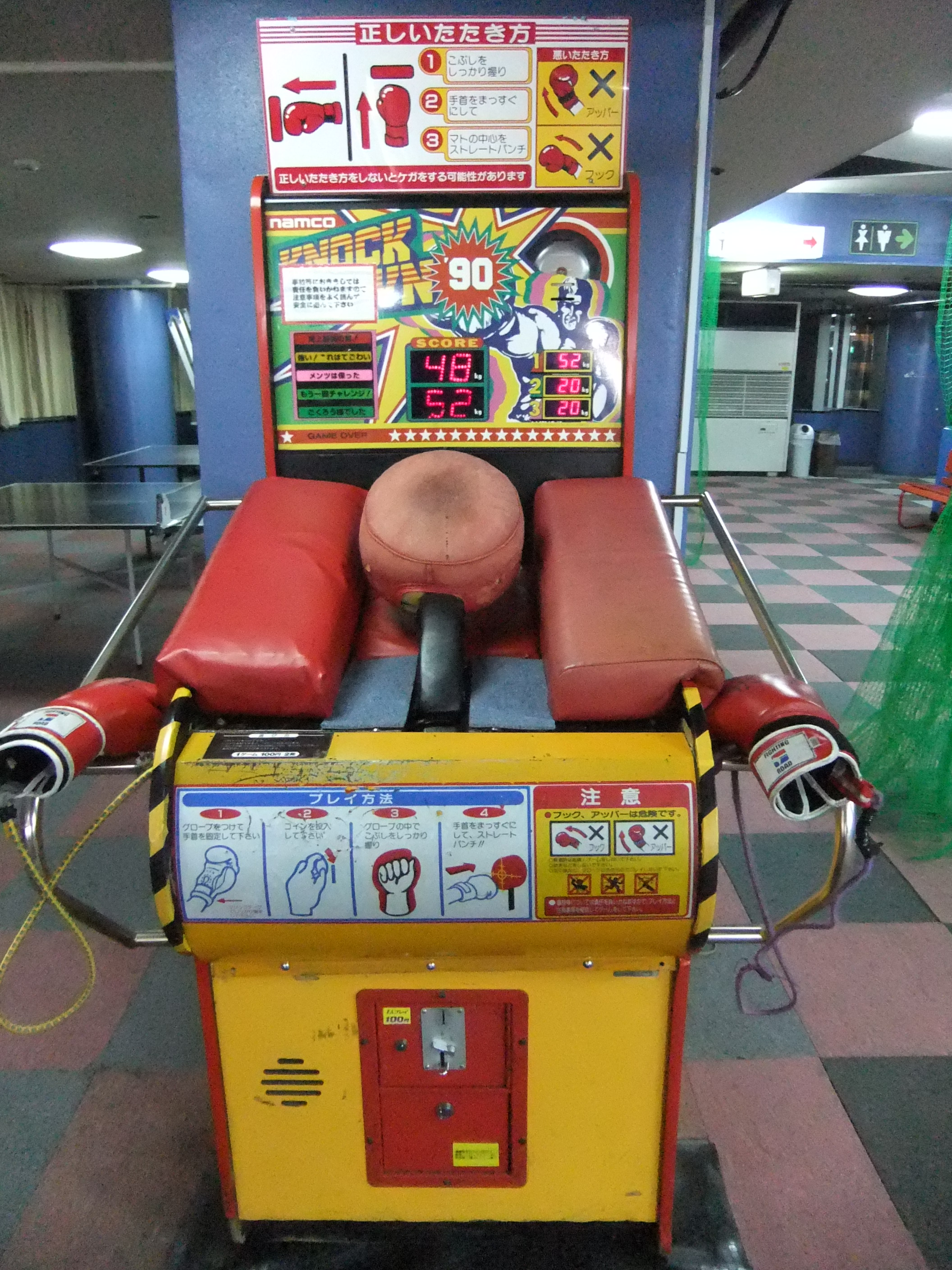
ノックダウン90筺体
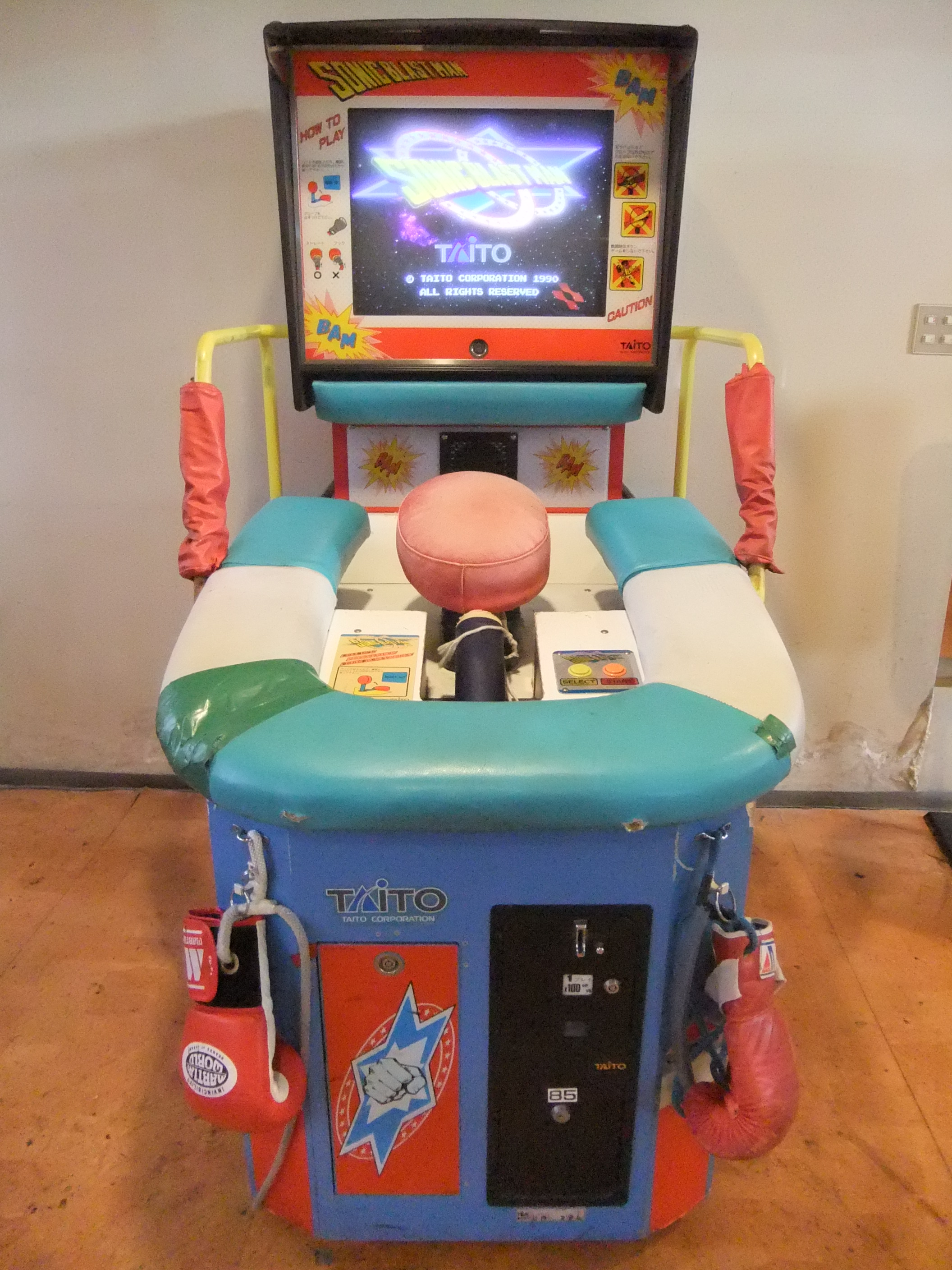
スーパーソニックブラストマン筺体
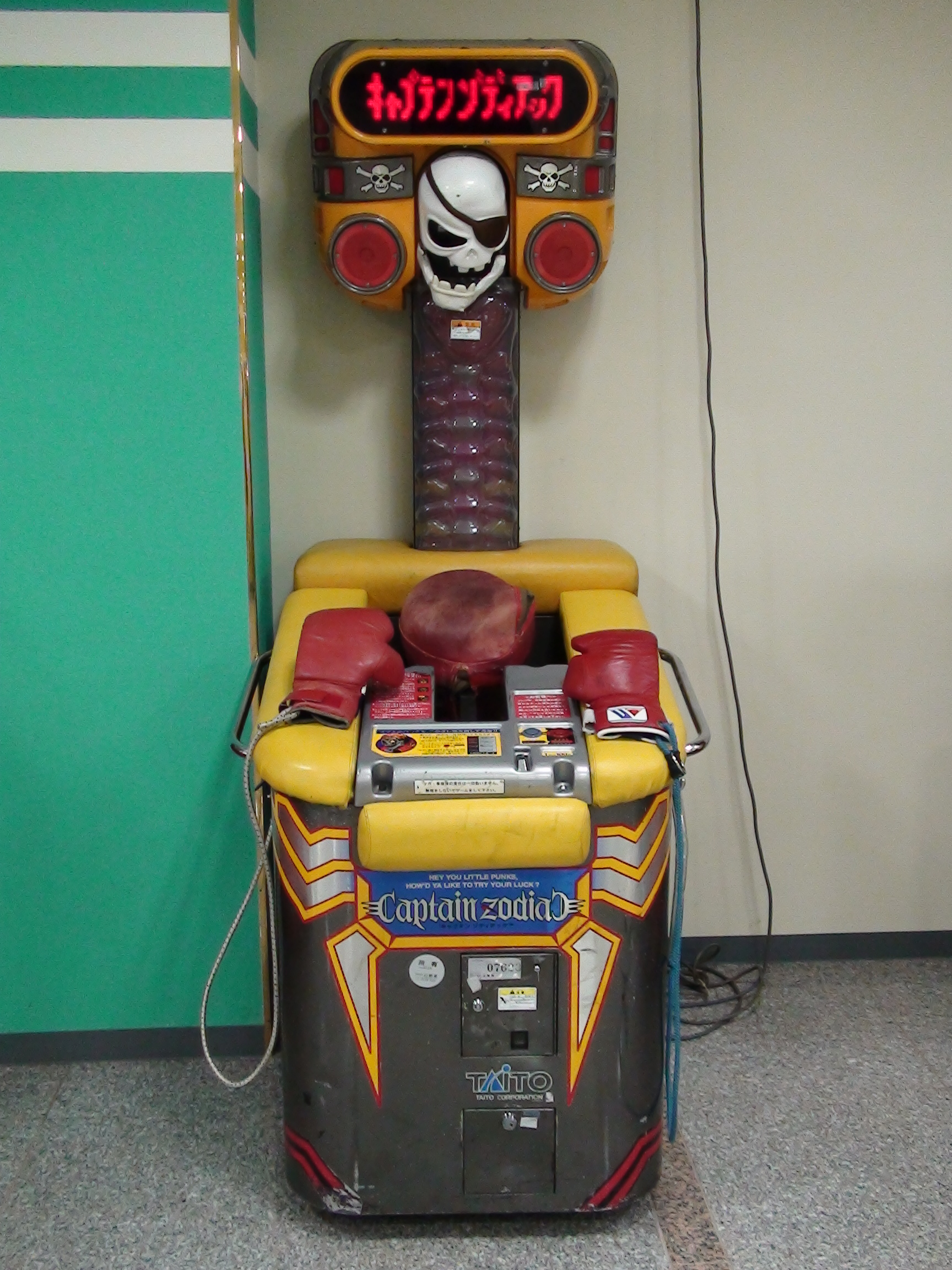
キャプテンゾディアック筺体
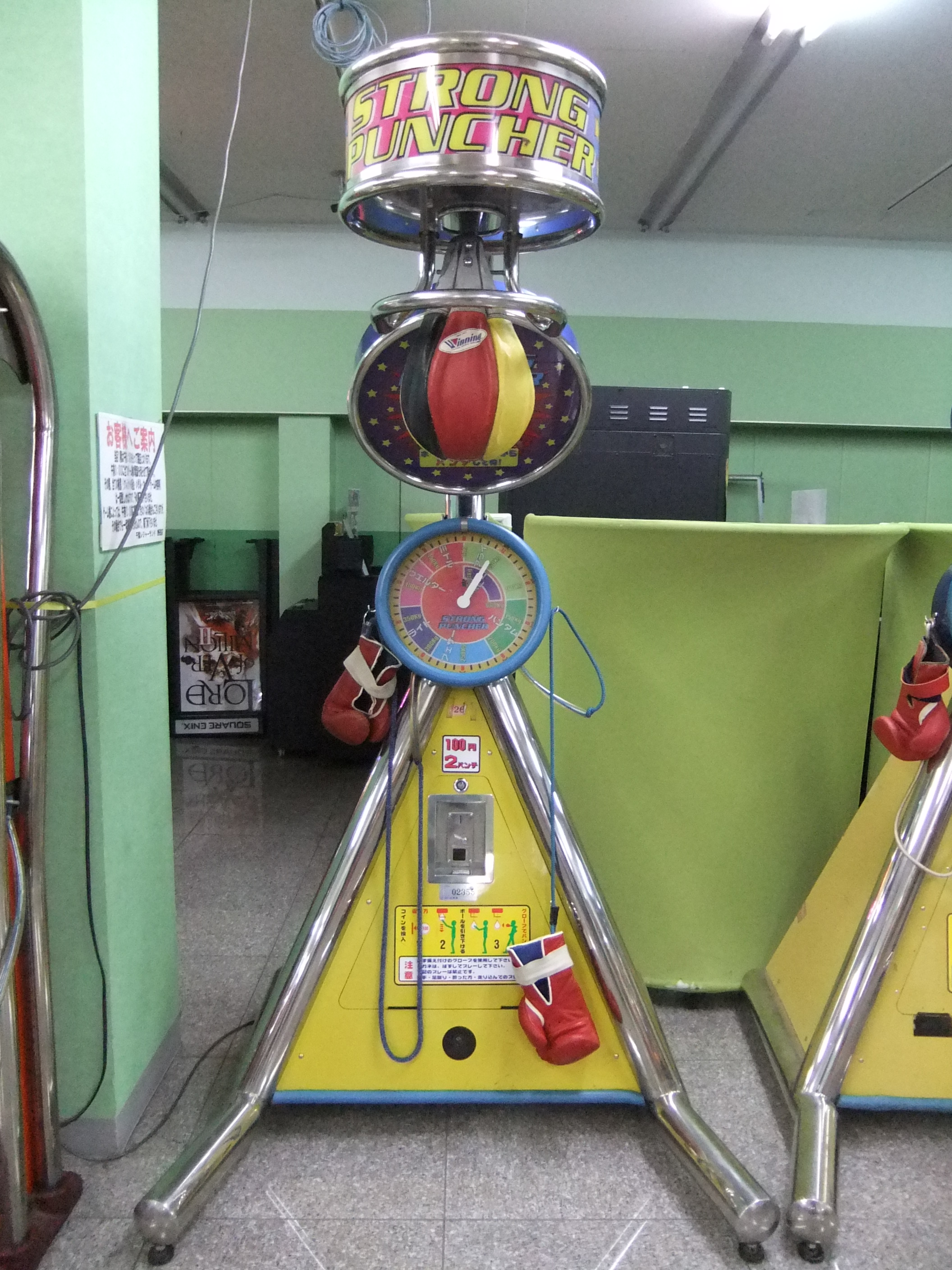
ストロングパンチャー筺体
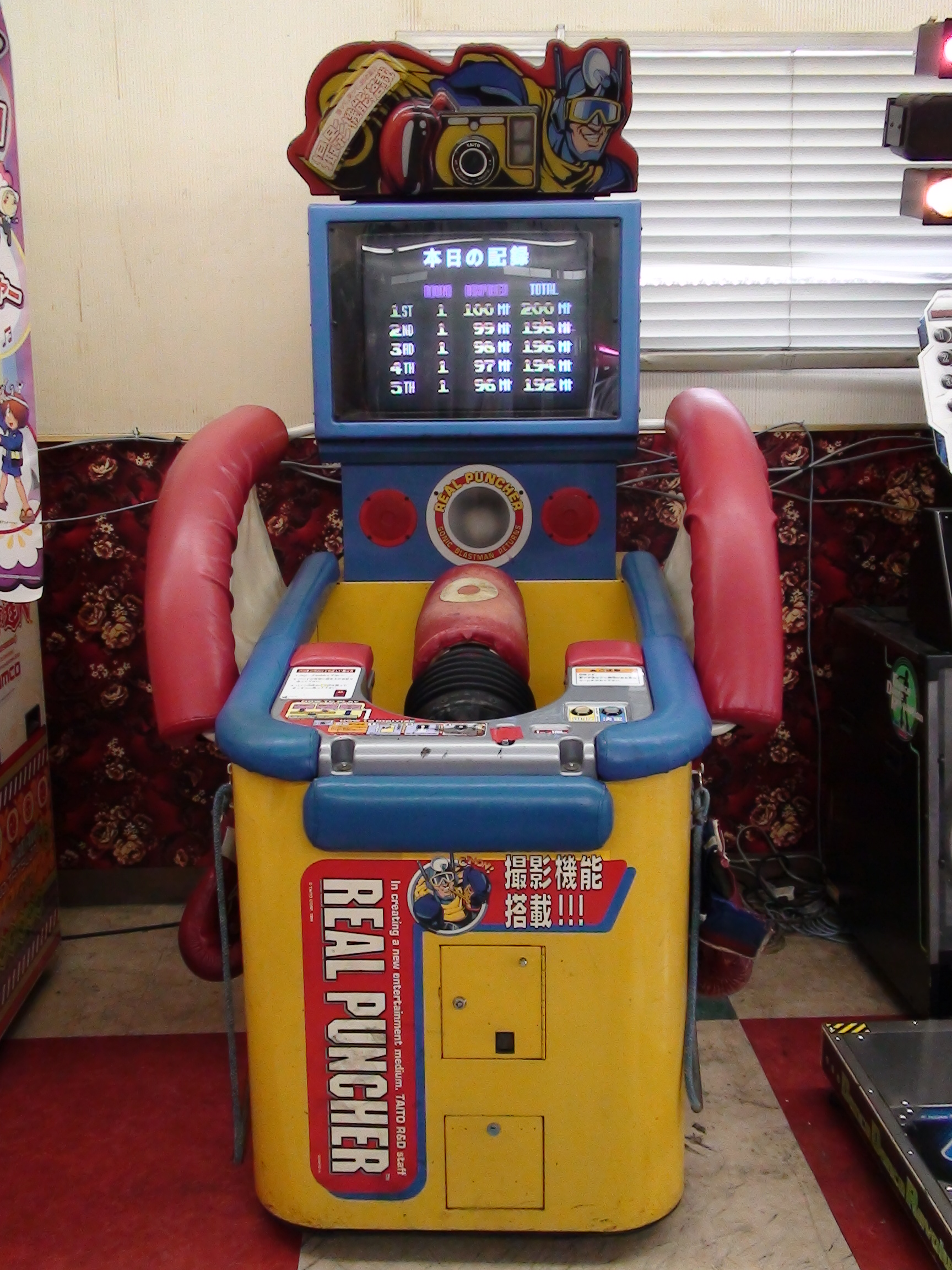
リアルパンチャー筺体
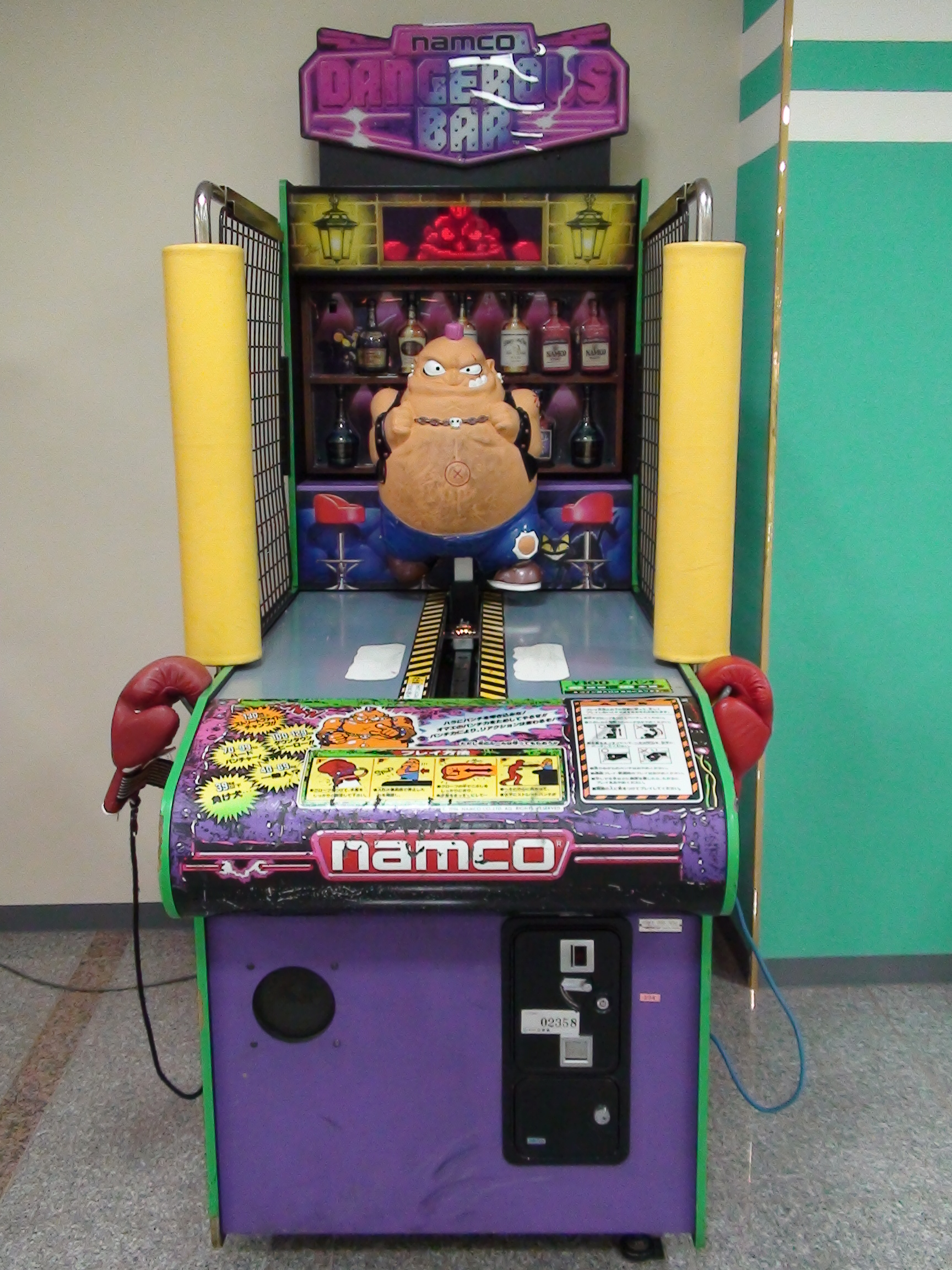
デンジャラスバー筺体
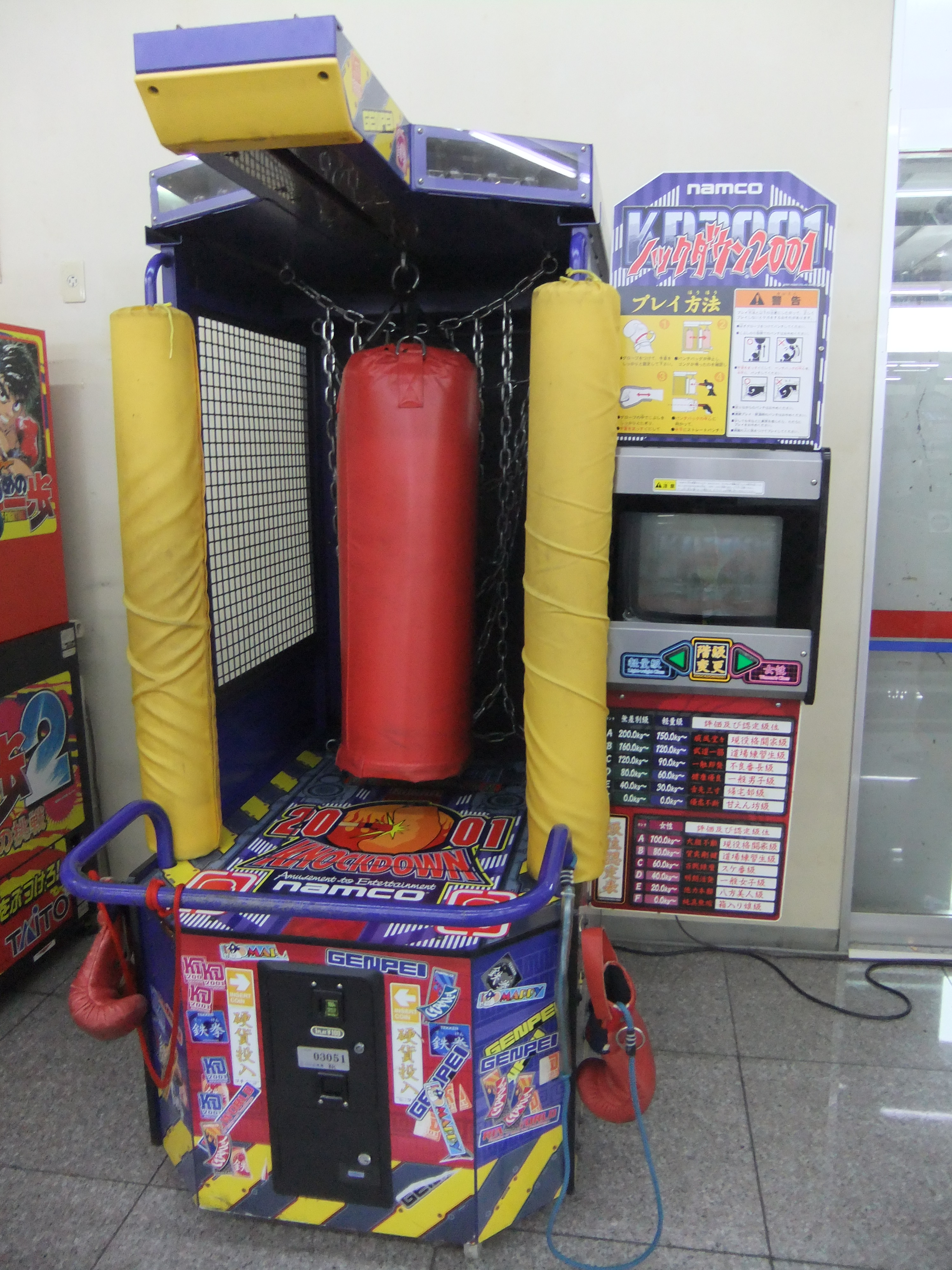
ノックダウン2001筺体
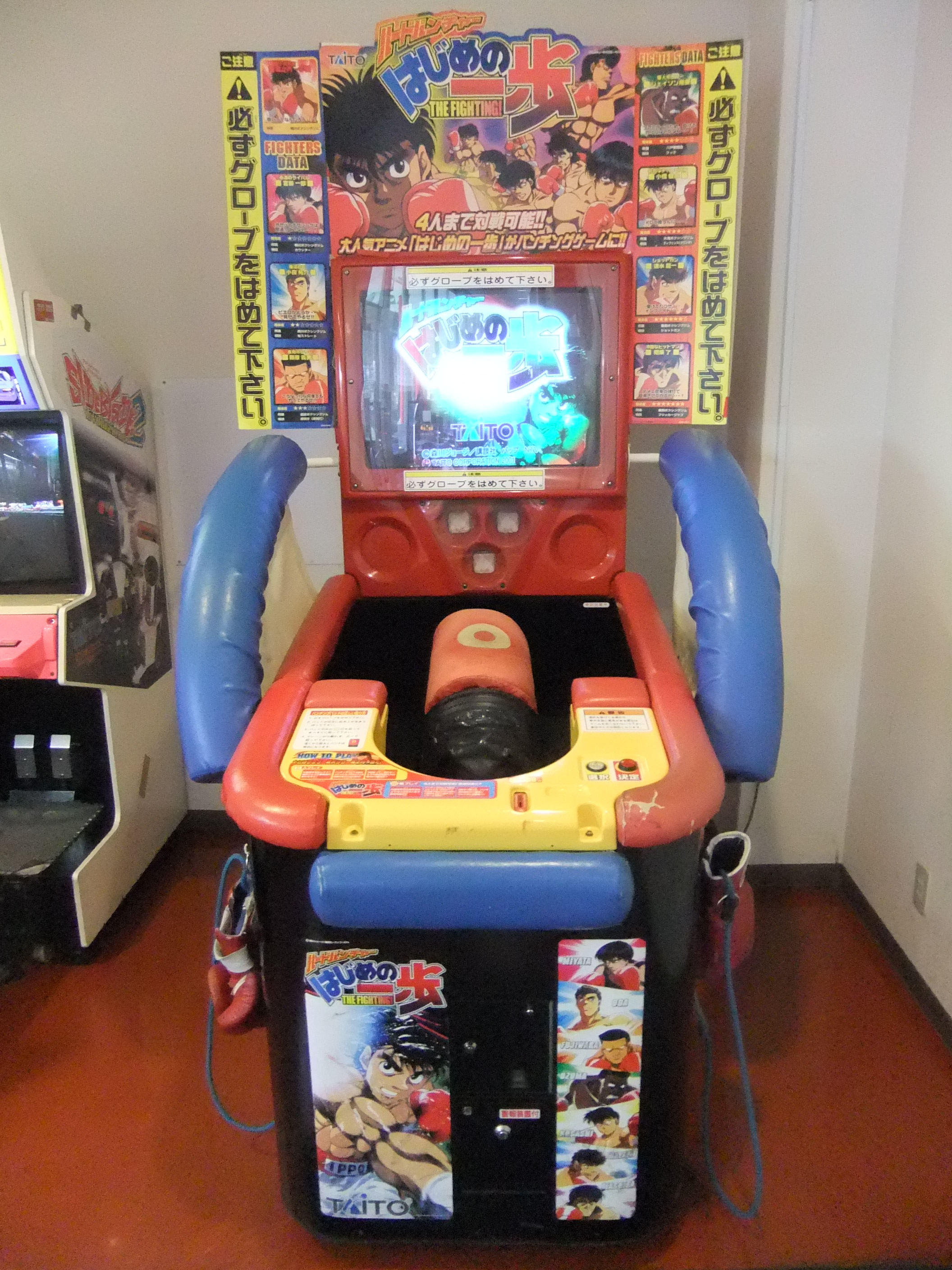
ハードパンチャーはじめの一歩筺体
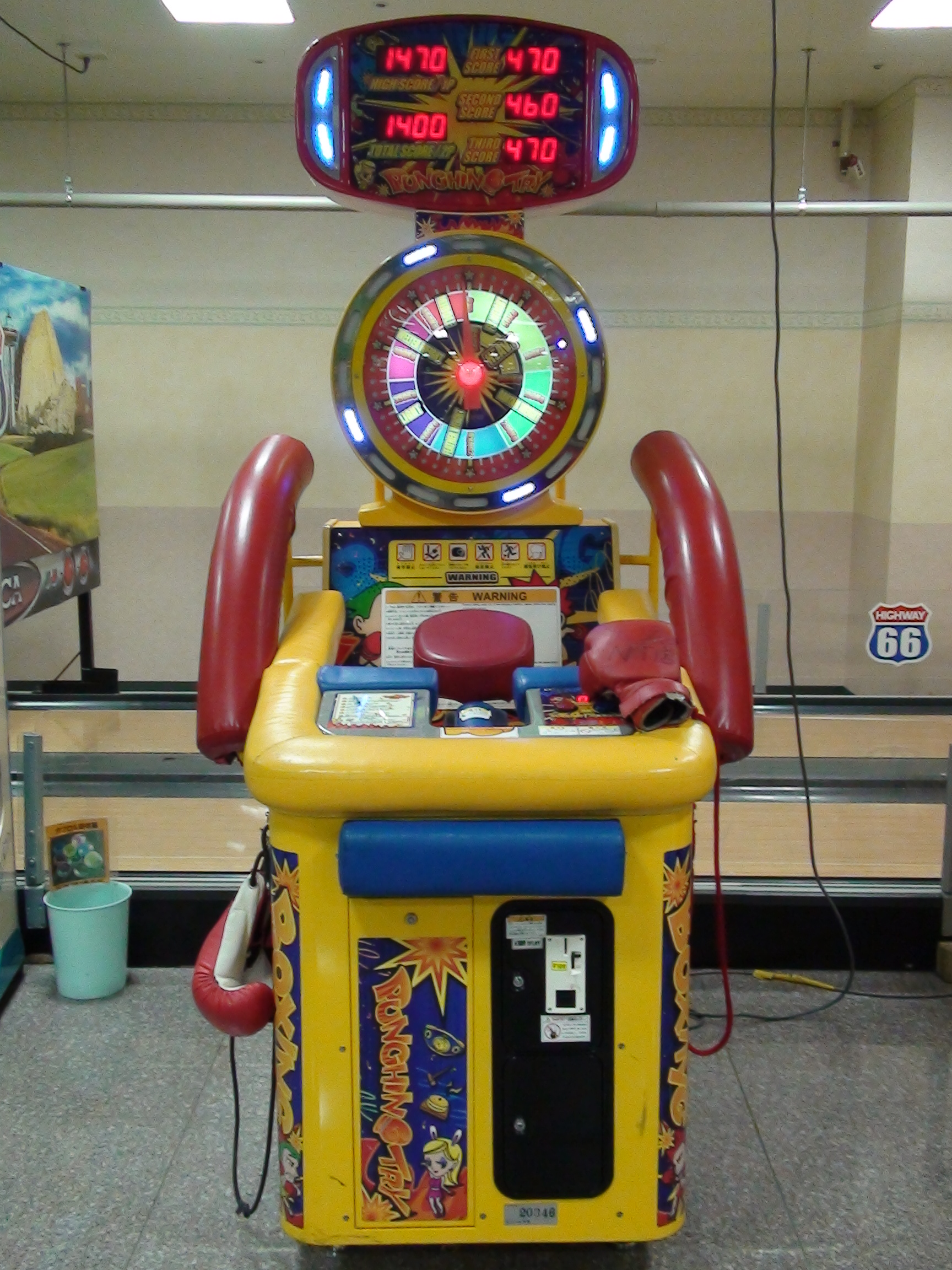
パンチングトライ筺体
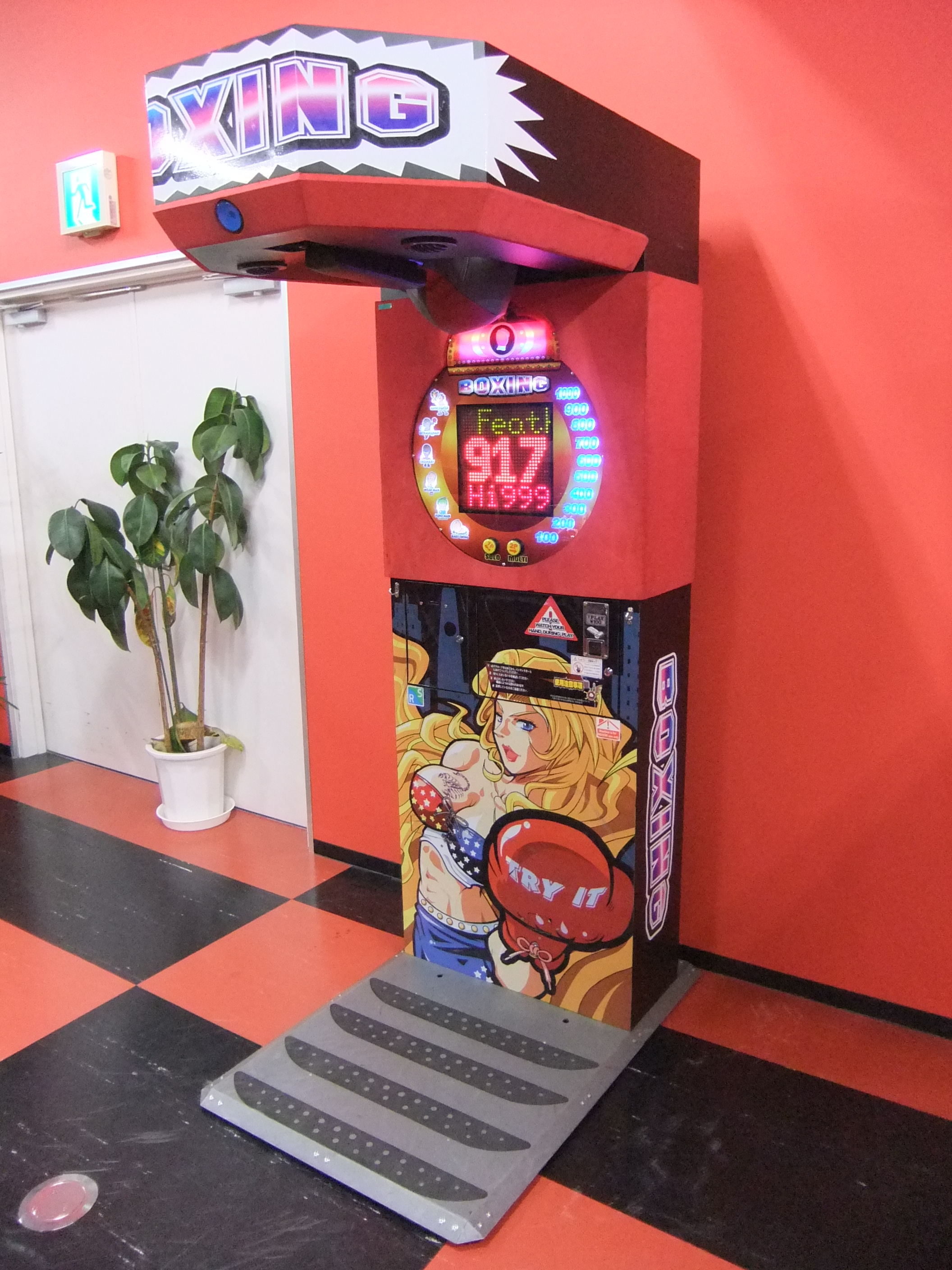
BOXING筺体
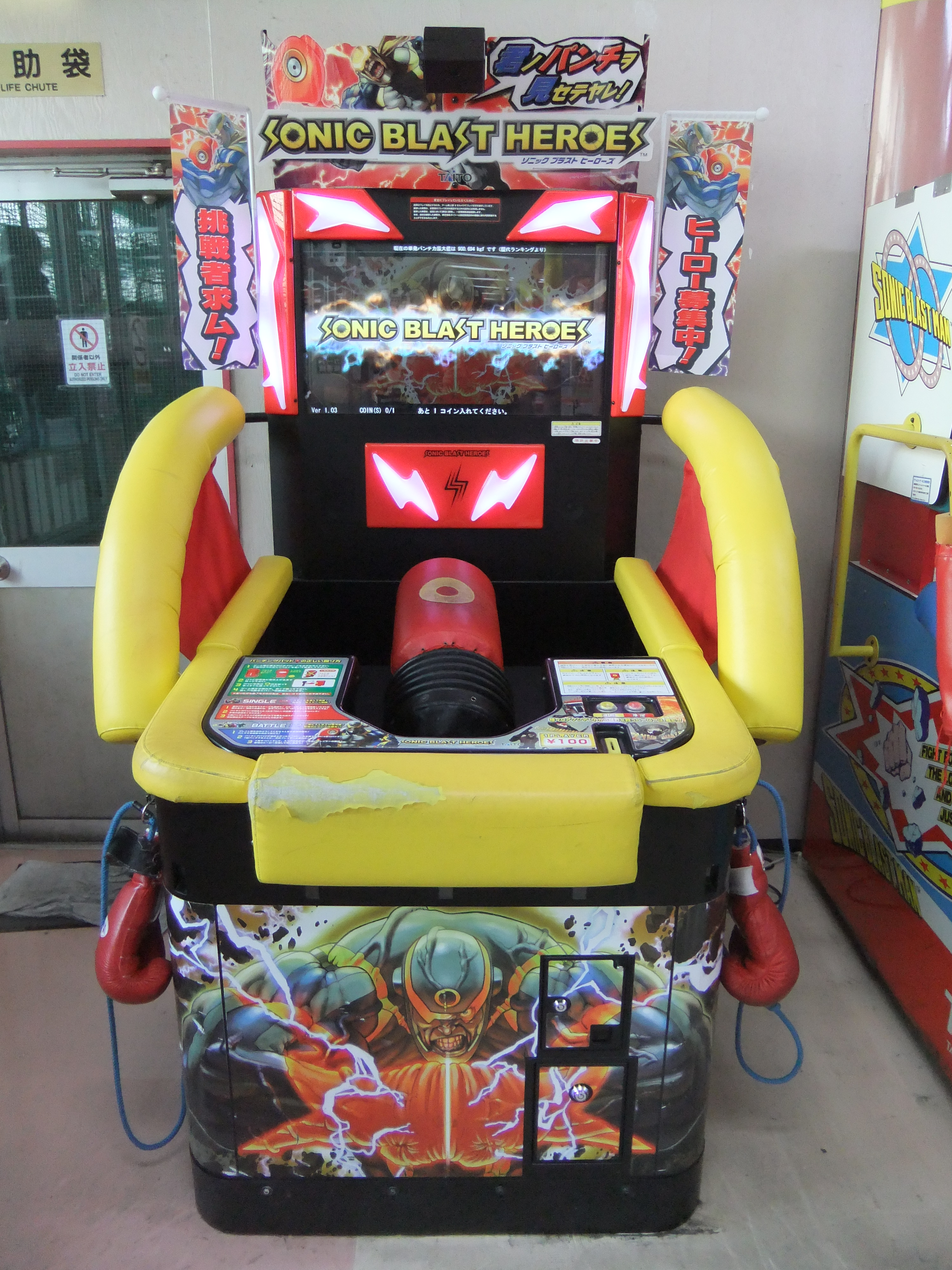
ソニックブラストヒーローズ筺体

### 海外製パンチングマシン
一部のゲームセンターでは、海外のメーカーで販売されたパンチングマシンを輸入し稼動させている。これらはゲームの音声や説明書きが日本語ではないため、プレイ方法を日本語で記入したPOP等を筐体に貼り付けている。
DRAGON PUNCH
プレイヤーはコインを投入後、筐体上部に吊るされているパンチングボールを下ろしてから殴る。パンチのスコアは上位2位までに入ると当日中は筐体に記録されている。なお当日記録の1位を追い抜かせば、ボーナスゲームとして1プレイ追加で遊ぶことが出来る。このゲームでは計測可能最大値が9999となっている。
MONSTER POWER
プレイヤーはコインを投入後、筐体に付いているボタンを押すことで、筐体上部に吊るされているパンチングボールが自動で降りてくるので、殴ることで威力がデジタルで表示される。
Upper cut
パンチングマシンでは、ほとんどがストレートパンチの計測を対象としているが、本作ではアッパーを計測することができる。プレイヤーはゲーム開始後に、計測対象のうち「ストレート」か「アッパー」をボタンで選択する。その選択に応じてパッドが動作し、所定の角度になったら停止する。プレイヤーは3発殴ることができるが、高得点であった場合は、ボーナスとして1発多く殴ることができる。このゲームは主に韓国で稼働されている。
決戦名人旁
台湾の政治家たちによる選挙の様子をテーマにした一風変わったパンチングマシン。ここではパンチ力が投票数として扱われ、ゲームが進行する。パンチ力を測定するモードと時間内に何発パンチが打ち込めるかを競うモードがある。台湾の総選挙時に登場し、選挙が終わると台湾からは消えたものの、日本をはじめとする一部の諸外国でプレイすることができる。

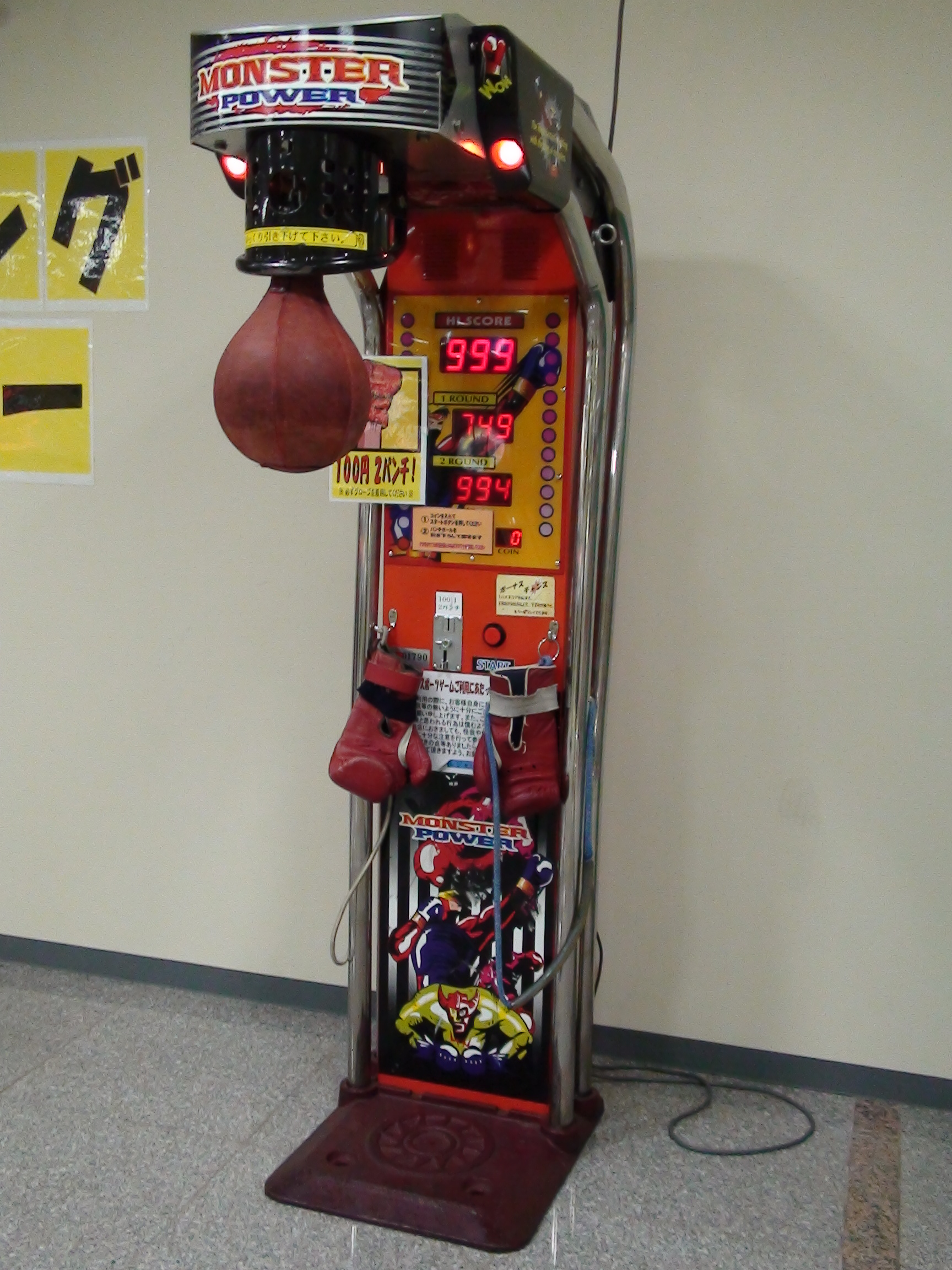
MONSTER POWER筺体
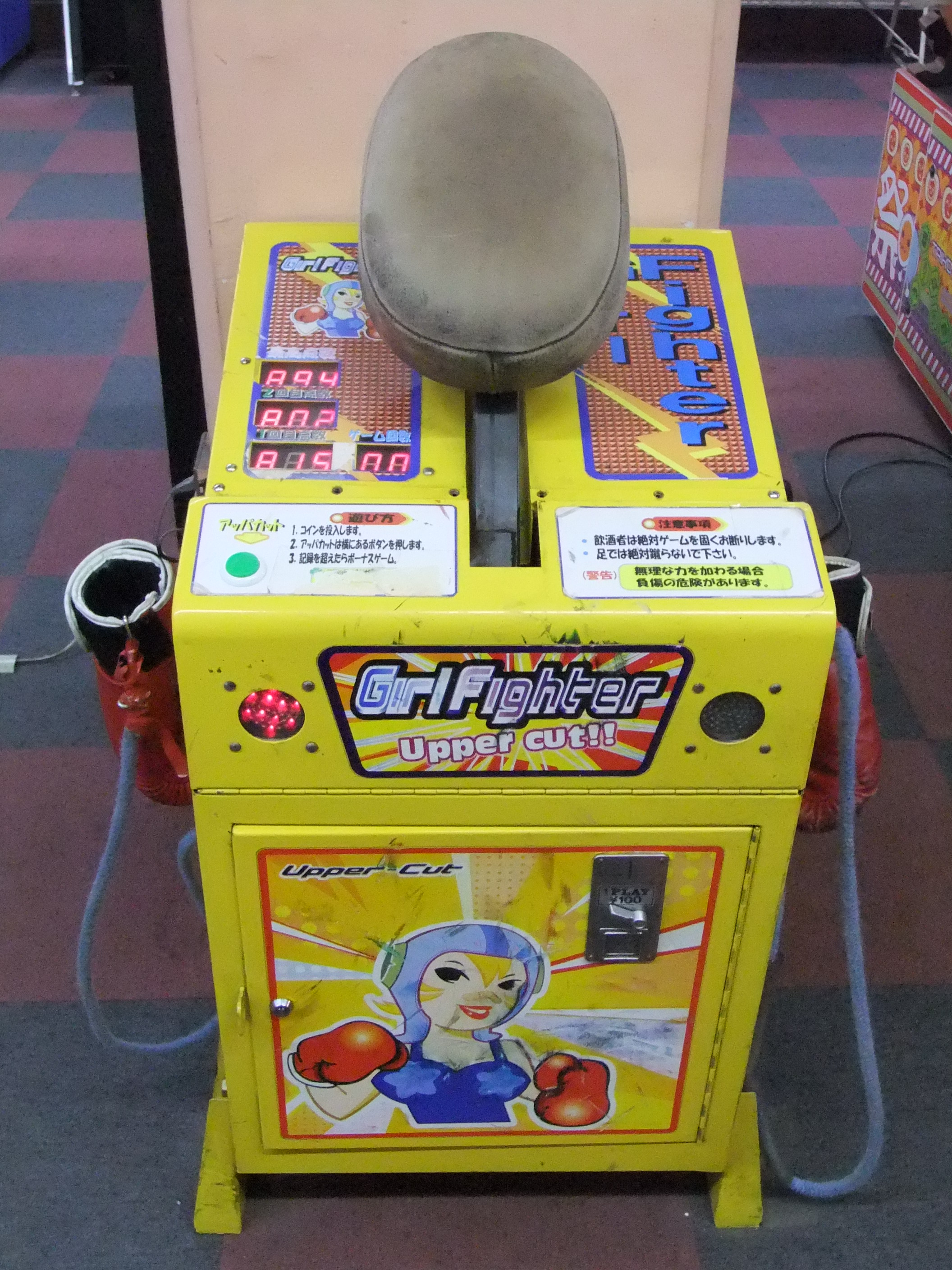
Upper cut筺体
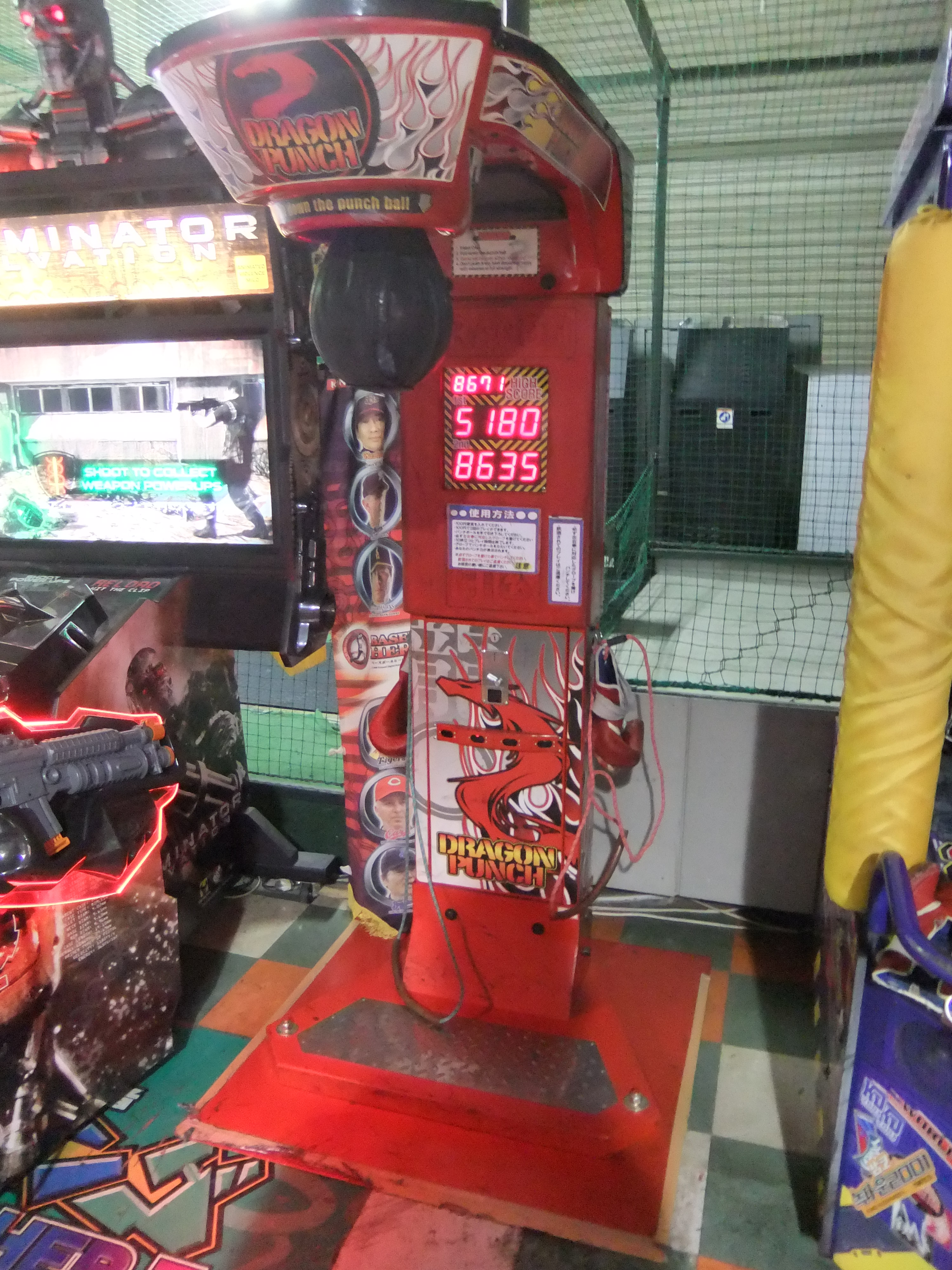
DRAGON PUNCH筺体
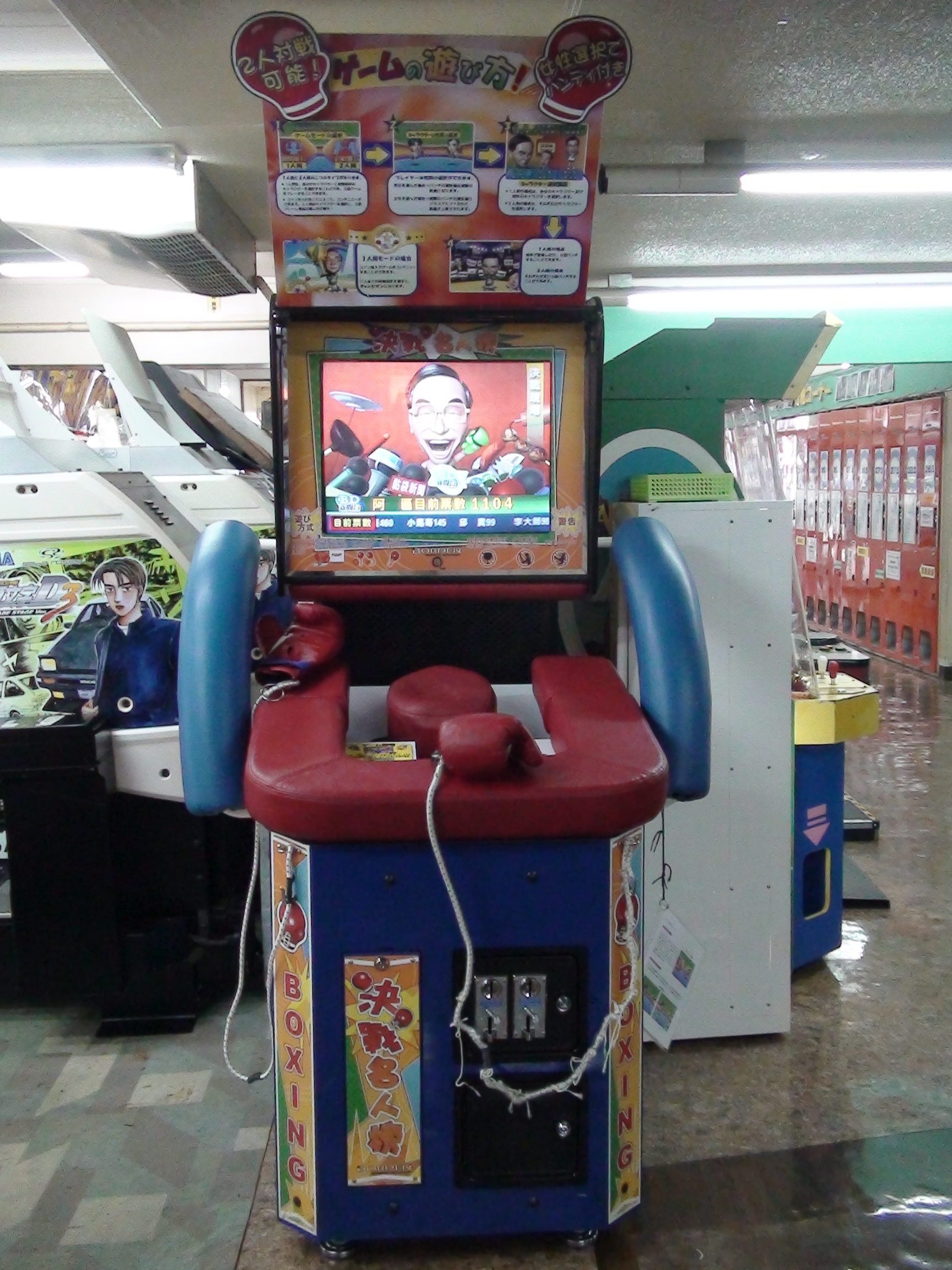
決戦名人旁筺体

## 類似ゲーム
パンチングマシンと同様に打撃威力が測定できるゲーム。ただし的への打撃方法がパンチではない。
チャンピオンキック（大平技研工業）
的を蹴ることでキック力を計測するゲーム。パンチングマシーンの蹴りバージョンで、キックマシーンと呼ばれる。改良版『NEW CHAMPION KICK』と2種類が存在する。
ザけんじゃね〜よ！（大平技研工業）1994年
プレイヤーのビンタ力を測定するゲーム。選択した似顔絵がモニターに表示され、その顔に見立ててパンチングボールをビンタするモンタージュビンタマシン。グローブを付けず張り手に近い状態で筐体の打撃対象面をビンタするため、気をつけないと手首を痛めてしまう。所ゆきよしが似顔絵のイラストを担当。